# Cary Joji Fukunaga
Cary Joji Fukunaga, parfois simplement appelé Cary Fukunaga, né le 10 juillet 1977 à Oakland (Californie), est un réalisateur, scénariste, producteur, directeur de la photographie et acteur américain.
Après avoir réalisé les films indépendants Sin nombre (2009) et Jane Eyre (2011), sa notoriété grandit avec le succès de la série télévisée True Detective, dont il met en scènes les épisodes de la première saison (2014) et qui lui vaut d'obtenir un Emmy Award. Par la suite, il réalise notamment le film James Bond Mourir peut attendre (2021), et des épisodes de la série Masters of the Air (2024).

## Biographie

### Enfance et formation
Cary Fukunaga naît à Oakland, en Californie, d'un père américain d’origine japonaise et d'une mère américaine d’origine suédoise. Jeune, il vit en France, puis au Japon et au Mexique ; il réside actuellement à New York. Il est diplômé de l'université de Santa Cruz (Bachelor of Arts in History), de l'Institut d'études politiques de Grenoble et de la Tisch School of the Arts de l'université de New York (Graduate Film Program).

### Carrière
En 2009, Cary Fukunaga réalise Sin nombre. Ce film raconte l'histoire d'un membre d'un gang d'Amérique Centrale, Maras, qui rencontre et accompagne une émigrante hondurienne aux États-Unis à la suite du meurtre qu'il a commis sur son propre chef. Le film gagne plusieurs récompenses dont le Directing Award au Sundance Film Festival de la même année.
En 2011, il réalise Jane Eyre, avec Mia Wasikowska dans le rôle-titre.

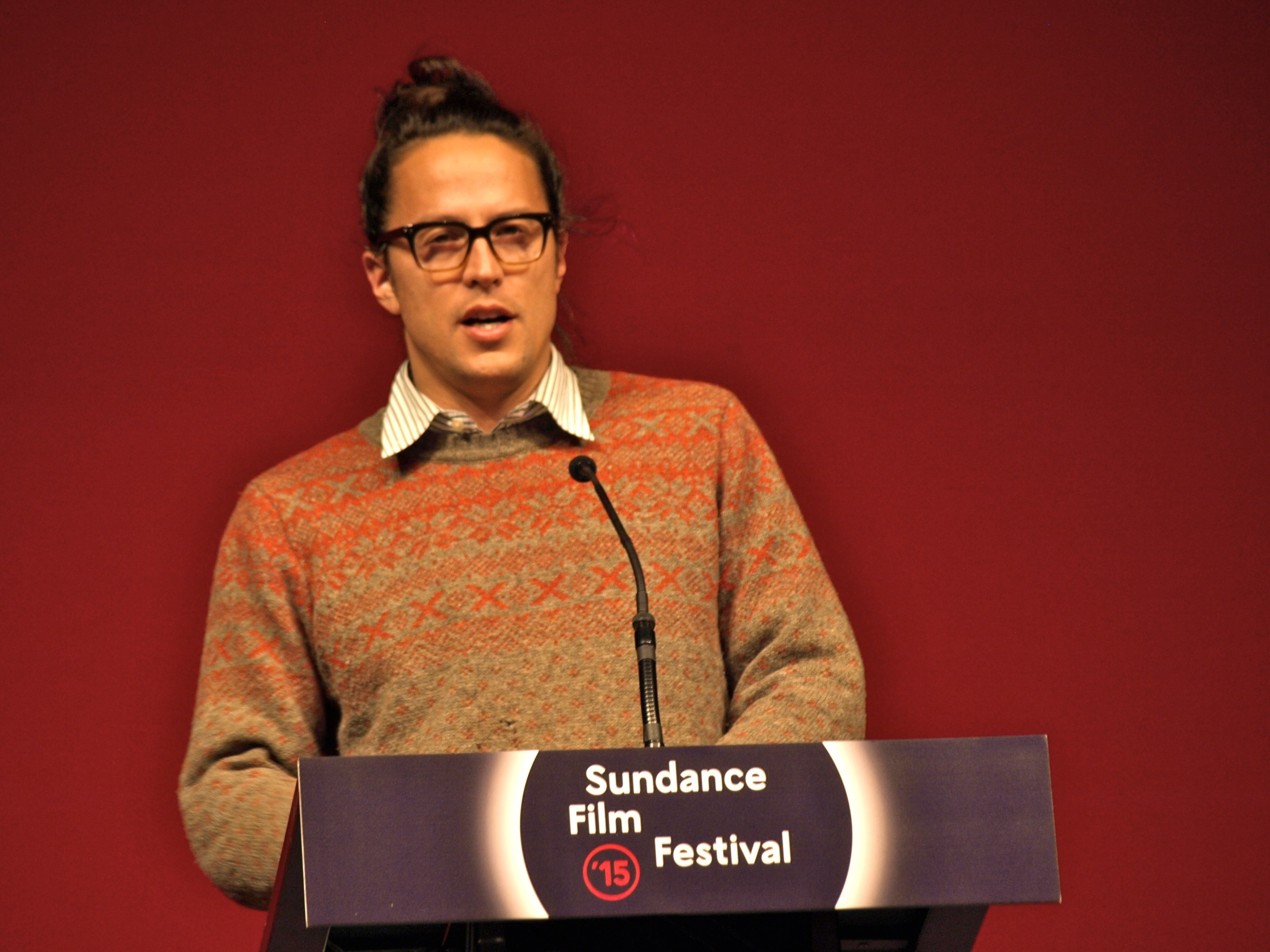
Cary Joji Fukunaga au Festival de Sundance en 2015.

En 2014, il réalise tous les épisodes de la première saison de la série télévisée américaine True Detective, créée et écrite par Nic Pizzolatto. Sa réalisation est remarquée et lui vaut un Emmy Award, notamment pour la scène finale du quatrième épisode, un plan-séquence de six minutes,,,. Il en est aussi producteur délégué.
Il devait être réalisateur et scénariste du film Ça d'Andrés Muschietti, l'adaptation cinématographique du roman éponyme de Stephen King, mais a quitté le projet à la suite de désaccords sur le scénario.
En septembre 2018, il remplace Danny Boyle à la réalisation du vingt-cinquième film James Bond, Mourir peut attendre, après le départ de celui-ci. À cette époque, il apparaît alors comme l'un des jeunes réalisateurs les plus prometteurs à Hollywood.
À partir de mars 2022, peu après le début de l'invasion de l'Ukraine par la Russie, il rejoint l'Ukraine et y passe plusieurs semaines au sein de l'organisation World Central Kitchen et aux côtés du cuisinier José Andrés pour distribuer des repas aux personnes situées dans les zones du conflit.
Dans le même temps, en mai 2022, une longue enquête du magazine Rolling Stone appuyée par une douzaine de sources recoupe les témoignages de plusieurs actrices envers qui il aurait eu un comportement déplacé sur différents tournages, abusant de son pouvoir pour obtenir des faveurs sexuelles. Isolé professionnellement pendant deux ans, comme le note le site spécialisé The Film Stage, il est cependant annoncé en mai 2024 comme le futur réalisateur du projet de thriller 77 Blackout, qui cherche des acquéreurs lors du Festival de Cannes 2024.

## Filmographie

### Réalisateur

#### Longs métrages
- 2009 : Sin nombre
- 2011 : Jane Eyre
- 2015 : Beasts of No Nation
- 2021 : Mourir peut attendre (No Time to Die)
- TBA : Blood on Snow

#### Courts métrages
- 2003 : Kofi
- 2004 : Victoria para Chino
- 2012 : Sleepwalking in the Rift

#### Séries télévisées
- 2014 : True Detective (saison 1, 8 épisodes)
- 2018 : Maniac (mini-série, 10 épisodes)
- 2024 : Masters of the Air (mini-série, 4 épisodes)

### Producteur

#### Long métrage
- 2020 : Good Joe Bell de Reinaldo Marcus Green

#### Séries télévisées
- 2014-2019 : True Detective (mini-série, 24 épisodes)
- 2018 : Maniac (mini-série, 10 épisodes)
- 2018-2020 : L'Aliéniste (The Alienist) (mini-série, 18 épisodes)

### Scénariste

#### Longs métrages
- 2009 : Sin nombre de lui-même
- 2015 : Beasts of No Nation de lui-même
- 2017 : Ça (It: Chapter One) de Andrés Muschetti
- 2021 : Mourir peut attendre (No Time to Die) de lui-même

#### Courts métrages
- 2003 : Kofi de lui-même
- 2004 : Victoria para Chino de lui-même

#### Séries télévisées
- 2018-2020 : L'Aliéniste (mini-série, 2 épisodes)
- 2018 : Maniac (mini-série, 10 épisodes)

### Acteur
Long métrage
- 2016 : Lovesong de Kim So-yong : Dean, le mari

## Distinctions

### Récompenses
- Festival du film de Sundance 2009 : prix de la mise en scène pour Sin nombre
- Festival du cinéma américain de Deauville 2009 : prix du jury pour Sin nombre
- Primetime Emmy Awards 2014 : Meilleure réalisation pour une série télévisée dramatique pour l'épisode Qui est là ? de True Detective (saison 1, épisode 4)

### Nomination
- Independent Spirit Awards 2010 : meilleur réalisateur pour Sin nombre